# Csilus Ádám
Csilus Ádám (Budapest, 1996. november 18. –) magyar labdarúgó.

## Pályafutása

### Klubcsapatokban
Első tétmérkőzését a Ferencváros labdarúgócsapatában 2014. április 23-án játszotta a Puskás Ferenc Stadionban a Diósgyőri VTK elleni ligakupa-mérkőzésen.
2014. június 20-án profi szerződését kötött a Ferencvárossal.
Ebben az időben testvére, Csilus Tamás is az FTC játékosa volt.
2014. augusztus 13-án a Hévíz FC elleni mérkőzésen gólt szerzett a Magyar Kupában.
2016 januárjában az FTC, több fiatal játékosával együtt kölcsönadta a másodosztályú Soroksár SC csapatának, ahol egy évig szerepelt. Ez idő alatt 25 bajnoki mérkőzésen két gólt szerzett és a 2016–2017-es őszi idényben ismét egy csapatban játszott bátyjával.
2017. január 10-én a szintén másodosztályú Puskás Akadémia FC szerződtette három évre. A 2017-18-as szezon második felét kölcsönben a Nyíregyházánál töltötte, ahol együtt játszhatott testvérével. A 2018–2019-es szezonban 27 bajnoki mérkőzésen lépett pályára a Csákvár színeiben a másodosztályban. 2019 nyarán lejárt a szerződése a Puskás Akadémia csapatánál, ezt követően pedig szabadon igazolható játékos lett. 2019 októberében a Nyíregyháza igazolta le.
2023 júniusában a Kolorcity Kazincbarcikához igazolt.

## Sikerei, díjai
Ferencvárosi TC
- Magyar Ligakupa-győztes:  2015
- Magyar Kupa-győztes: 2015
- Magyar első osztály, ezüstérmes: 2015
- Magyar Szuperkupa-győztes: 2015